# Championnat de Malte de football 2011-2012
Navigation
Saison précédente Saison suivante
La saison 2011-2012 de Premier League Maltaise est la quatre-vingt-dix-septième édition de la première division maltaise. Les douze meilleures équipes du pays s'affrontent en matchs aller et retour au sein d'une poule unique. À la fin de cette première phase, les six premiers du classement disputent la poule pour le titre et rejouent à nouveau deux fois contre leurs adversaires. Les six derniers participent à la poule de relégation, qui voit le dernier être rétrogradé en deuxième division maltaise.

## Classement[1]

### Première phase
Le classement est établi sur le barème de points classique (victoire à 3 points, match nul à 1, défaite à 0).
Les critères de départage des équipes sont :
1. Différence de buts générale
2. Nombre de buts marqués

#### Classement
| Rang | Équipe               | Pts | J  | G  | N  | P  | Bp | Bc | Diff |
| ---- | -------------------- | --- | -- | -- | -- | -- | -- | -- | ---- |
| 1    | Valletta FC          | 55  | 22 | 17 | 4  | 1  | 52 | 17 | +35  |
| 2    | Paola Hibernians FC  | 51  | 22 | 15 | 6  | 1  | 55 | 16 | +39  |
| 3    | Floriana FC          | 42  | 22 | 12 | 6  | 4  | 34 | 19 | +15  |
| 4    | Sliema Wanderers FC  | 35  | 22 | 8  | 11 | 3  | 34 | 24 | +10  |
| 5    | Birkirkara FC        | 35  | 22 | 11 | 2  | 9  | 34 | 29 | +5   |
| 6    | Balzan FC            | 31  | 22 | 9  | 4  | 9  | 28 | 34 | -6   |
| 7    | Qormi FC             | 29  | 22 | 9  | 2  | 11 | 36 | 37 | -1   |
| 8    | Mosta FC             | 23  | 22 | 6  | 5  | 11 | 23 | 35 | -12  |
| 9    | Mqabba Football Club | 20  | 22 | 5  | 5  | 12 | 25 | 43 | -18  |
| 10   | Hamrun Spartans      | 19  | 22 | 5  | 4  | 13 | 31 | 52 | -21  |
| 11   | Tarxien Rainbows FC  | 18  | 22 | 5  | 3  | 14 | 26 | 44 | -18  |
| 12   | Marsaxlokk FC P      | 11  | 22 | 3  | 2  | 17 | 25 | 53 | -28  |

#### Résultats
| Résultats (▼dom., ►ext.)                                   | BYFC | BFC | FFC | HSFC | MFC | MFC | MQFC | QFC | PHFC | SWFC | TRFC | VFC |
| Balzan Younths FC                                          |      | 0-4 | J   | J    | J   | J   | J    | J   | J    | J    | J    | J   |
| Birkirkara FC                                              | J    |     | J   | J    | J   | J   | J    | J   | J    | J    | J    | J   |
| Floriana FC                                                | J    | J   |     | J    | J   | 1-2 | J    | J   | J    | J    | J    | J   |
| Hamrun Spartans FC                                         | J    | J   | J   |      | J   | J   | J    | J   | J    | J    | J    | J   |
| Marsaxlokk FC                                              | J    | J   | J   | J    |     | J   | J    | J   | J    | J    | J    | J   |
| Mosta FC                                                   | J    | J   | J   | J    | J   |     | J    | J   | J    | J    | J    | J   |
| Mqabba FC                                                  | J    | J   | J   | J    | J   | J   |      | J   | J    | J    | J    | J   |
| Qormi FC                                                   | J    | J   | J   | J    | J   | J   | J    |     | 0-2  | J    | J    | J   |
| Paola Hibernians FC                                        | J    | J   | J   | J    | J   | J   | J    | J   |      | J    | J    | J   |
| Sliema Wanderers FC                                        | J    | J   | J   | J    | J   | J   | J    | J   | J    |      | J    | J   |
| Tarxien Rainbows FC                                        | J    | J   | J   | J    | J   | J   | J    | J   | J    | 1-1  |      | J   |
| Valletta FC                                                | J    | J   | J   | J    | 5-2 | J   | J    | J   | J    | J    | J    |     |
| - Victoire à domicile - Match nul - Victoire à l'extérieur |      |     |     |      |     |     |      |     |      |      |      |     |

### Deuxième phase

#### Groupe pour le titre
| Rang | Équipe              | Pts | J  | G  | N  | P  | Bp | Bc | Diff |
| ---- | ------------------- | --- | -- | -- | -- | -- | -- | -- | ---- |
| 1    | Valletta FC         | 62  | 25 | 19 | 5  | 1  | 62 | 20 | +42  |
| 2    | Paola Hibernians FC | 57  | 25 | 17 | 6  | 2  | 59 | 18 | +41  |
| 3    | Floriana FC         | 45  | 25 | 13 | 6  | 6  | 38 | 25 | +13  |
| 4    | Birkirkara FC       | 42  | 25 | 13 | 3  | 9  | 39 | 31 | +8   |
| 5    | Sliema Wanderers FC | 36  | 25 | 8  | 12 | 5  | 38 | 31 | +7   |
| 6    | Balzan FC           | 32  | 25 | 9  | 5  | 11 | 34 | 47 | -13  |

#### Groupe relégation
| Rang | Équipe               | Pts | J  | G  | N | P  | Bp | Bc | Diff |
| ---- | -------------------- | --- | -- | -- | - | -- | -- | -- | ---- |
| 1    | Qormi FC             | 32  | 25 | 10 | 2 | 11 | 36 | 37 | -1   |
| 2    | Mqabba Football Club | 26  | 25 | 7  | 5 | 12 | 25 | 43 | -18  |
| 3    | Hamrun Spartans      | 24  | 25 | 6  | 4 | 13 | 31 | 52 | -21  |
| 4    | Mosta FC             | 26  | 25 | 7  | 5 | 11 | 23 | 35 | -12  |
| 5    | Tarxien Rainbows FC  | 24  | 25 | 7  | 3 | 15 | 29 | 45 | -16  |
| 6    | Marsaxlokk FC P      | 14  | 25 | 4  | 2 | 19 | 27 | 62 | -35  |

## Meilleurs buteurs
| Rang | Joueur             | Club                     | Buts |
| ---- | ------------------ | ------------------------ | ---- |
| 1    | Obinna Obiefule    | Marsaxlokk FC / Mosta FC | 34   |
| 2    | Tarabai            | Paola Hibernians FC      | 21   |
| 3    | Clayton Failla     | Paola Hibernians FC      | 11   |
| 4    | Moises Avila Perez | Birkirkara FC            | 10   |
| 5    | Joseph Farrugia    | Qormi FC                 | 9    |
| 5    | Denni              | Valletta FC              | 9    |
| 5    | Alfred Effiong     | Valletta FC              | 9    |